# Indocina (film)
Indocina (Indochine) è un film del 1992 diretto da Régis Wargnier.
Interpretata da Catherine Deneuve e Vincent Pérez, la pellicola ha ricevuto numerosi premi tra cui l'Oscar e il Golden Globe come miglior film straniero e il César alla miglior attrice protagonista.

## Trama
Il film è ambientato durante la lotta per l'indipendenza dell'Indocina francese tra gli anni Venti e gli anni Cinquanta attraverso due storie d'amore. La prima lega Eliane, ricca possidente francese, e Jean Baptiste, tenente della Marina francese; la seconda lo stesso tenente con Camille, giovane principessa vietnamita e figlia adottiva di Eliane che lotta per l'indipendenza del suo Paese. Durante una ribellione di contadini, Camille uccide un ufficiale francese e, per questo, deve darsi alla clandestinità insieme a Jean-Baptiste, che per lei diserta. Dopo un periodo trascorso in un nascondiglio all'interno della baia di Ha Long, durante il quale nasce il figlio Ėtienne, la coppia deve allontanarsi e viene accolta in una compagnia di attori di strada, che sono in realtà militanti del partito comunista vietnamita.
L'epilogo è tragico, poiché Jean Baptiste viene catturato dall'esercito a pochi passi dal confine con la Cina e finirà con un suicidio inscenato dagli stessi comunisti o forse dall'esercito francese. Camille, catturata anche lei dopo pochi mesi, trascorrerà cinque anni in prigione e verrà liberata solo alla fine della dominazione francese. Dopo l'indipendenza, diventerà un personaggio politico importante per la creazione del nuovo Stato vietnamita, ma non rivedrà più il figlio Ėtienne che, nel frattempo, è stato fortunosamente salvato e restituito alle cure della nonna adottiva Eliane, che proprio a un Ėtienne ormai adulto racconta le vicende che hanno portato alla sua nascita e alla fine della colonizzazione francese in Indocina. È comunque un film nostalgico sull'epoca del colonialismo francese.

## Distribuzione

### Edizione italiana
Il film è stato distribuito nei cinema italiani dalla I.I.F. - Italian International Film. Il visto censura risale al 17 agosto 1992. Nel doppiaggio italiano è presente la voce di Fabrizio De Flaviis, all'epoca di soli 3 anni e mezzo, diretto dal padre Flavio De Flaviis negli studi di registrazione della Video 2.

## Riconoscimenti
- 1993 – Premio Oscar
  - Miglior film straniero (Francia)
  - Nomination Migliore attrice protagonista a Catherine Deneuve
- 1993 – Golden Globe
  - Miglior film straniero (Francia)
- 1994 – Premio BAFTA
  - Nomination Miglior film straniero (Francia)
- 1993 – Premio César
  - Migliore attrice protagonista a Catherine Deneuve
  - Migliore attrice non protagonista a Dominique Blanc
  - Migliore fotografia a François Catonné
  - Migliore scenografia a Jacques Bufnoir
  - Miglior sonoro a Dominique Hennequin e Guillaume Sciama
  - Nomination Miglior film a Eric Heumann e Régis Wargnier
  - Nomination Miglior regista a Régis Wargnier
  - Nomination Miglior attore non protagonista a Jean Yanne
  - Nomination Migliore promessa femminile a Phạm Linh Đan
  - Nomination Miglior montaggio a Geneviève Winding
  - Nomination Migliori costumi a Pierre-Yves Gayraud e Gabriella Pescucci
  - Nomination Miglior musica a Patrick Doyle
- 1992 – National Board of Review Awards
  - Miglior film straniero (Francia)
- 1993 – Premi Goya
  - Miglior film europeo (Francia)